# 为我谱上乐章
《为我谱上乐章》（英語：Make Mine Music）是1946年迪士尼第8部经典动画长片。亞洲地區中以上海的上映時間最早，於1946年上映，翻譯為「彩虹曲」，香港於1950年12月21日上映。

## 外部連結
- 互联网电影数据库（IMDb）上《为我谱上乐章》的资料（英文）
- 爛番茄上《为我谱上乐章》的資料（英文）
- 豆瓣电影上《为我谱上乐章》的資料 （简体中文）
- AllMovie上《为我谱上乐章》的资料（英文）

1. .   [2024-08-22]. （原始内容存档于2024-08-22）.